# Paul Giamatti
Paul Edward Valentine Giamatti (New Haven, 6 giugno 1967) è un attore statunitense.
Nel corso della sua carriera si è aggiudicato tre Golden Globe, tre Critics Choice Awards, un Premio Emmy e quattro Screen Actors Guild Awards. Inoltre, è stato candidato due volte al Premio Oscar rispettivamente come miglior attore non protagonista per Cinderella Man - Una ragione per lottare (2005) e miglior attore protagonista per The Holdovers - Lezioni di vita (2023).

## Biografia
Nato da Angelo Bartlett Giamatti, metà italiano e metà inglese (i bisnonni, Angelo Giamattei e Maria Lavorgna, erano nativi di Telese Terme, in provincia di Benevento), docente di letteratura e poi presidente presso l'Università Yale, e da Toni Smith attrice di origini irlandesi, è l'ultimo di tre fratelli; il maggiore, Marcus Giamatti è anch'egli attore cinematografico. Il padre morì per un infarto nel 1989. Ha frequentato l'Università di Yale, conseguendovi la laurea in letteratura inglese e il diploma dalla Scuola di arti drammatiche. Debuttò al cinema nel 1992 con la pellicola Le mani della notte di Jan Eliasberg.
Ricevette in seguito molti elogi per la sua interpretazione in American Splendor e ottenne un discreto successo con la fortunata commedia Sideways - In viaggio con Jack (2004), in cui interpretava il protagonista Miles. Per il ruolo del manager sportivo Joe Gould in Cinderella Man - Una ragione per lottare di Ron Howard ottenne la candidatura all'Oscar al miglior attore non protagonista nel 2006 e numerosi altri premi e candidature. Nel 2011 ha ricevuto il Golden Globe come miglior attore in un film commedia o musicale per l'interpretazione nel film La versione di Barney. Nel 2013 ottenne la parte di Rhino per il film The Amazing Spider-Man 2 di Marc Webb. Nel 2016 è stato protagonista della serie televisiva Billions. L'interpretazione del ruolo di Paul Hunham in The Holdovers del 2023 di Alexander Payne, gli valgono la vittoria del Golden Globe come miglior attore protagonista in un film commedia o musicale e la nomination come miglior attore protagonista agli Oscar 2024. 

### Vita privata
Vive a Venice in California con la moglie, la produttrice Elizabeth O. Cohen, sposata nel 1997, e con il figlio Samuel, nato nel 2001. L'attore si dichiara ateo.

## Filmografia

### Attore

#### Cinema
- Le mani della notte (Past Midnight), regia di Jan Eliasberg (1991)
- Singles - L'amore è un gioco (Singles), regia di Cameron Crowe (1992)
- La dea dell'amore (Mighty Aphrodite), regia di Woody Allen (1995)
- Sabrina, regia di Sydney Pollack (1995)
- Prima e dopo (Before and After), regia di Barbet Schroeder (1996) - non accreditato
- Donnie Brasco, regia di Mike Newell (1997)
- Private Parts, regia di Betty Thomas (1997)
- Il matrimonio del mio migliore amico (My Best Friend's Wedding), regia di P. J. Hogan (1997)
- Harry a pezzi (Deconstructing Harry), regia di Woody Allen (1997)
- The Truman Show, regia di Peter Weir (1998)
- Il dottor Dolittle (Doctor Dolittle), regia di Betty Thomas (1998) - non accreditato
- Salvate il soldato Ryan (Saving Private Ryan), regia di Steven Spielberg (1998)
- Il negoziatore (The Negotiator), regia di F. Gary Gray (1998)
- Safe Men, regia di John Hamburg (1998)
- Il prezzo della libertà (Cradle Will Rock), regia di Tim Robbins (1999)
- Man on the Moon, regia di Miloš Forman (1999)
- 1961, episodio di Women (If These Walls Could Talk 2), regia di Jane Anderson (2000)
- Big Mama (Big Momma's House), regia di Raja Gosnell (2000)
- Duets, regia di Bruce Paltrow (2000)
- Storytelling, regia di Todd Solondz (2001)
- Planet of the Apes - Il pianeta delle scimmie (Planet of the Apes), regia di Tim Burton (2001)
- Big Fat Liar, regia di Shawn Levy (2002)
- Pantaloncini a tutto gas (Thunderpants), regia di Peter Hewitt (2002)
- Confidence - La truffa perfetta (Confidence), regia di James Foley (2003)
- American Splendor, regia di Shari Springer Berman e Robert Pulcini (2003)
- Paycheck, regia di John Woo (2003)
- Sideways - In viaggio con Jack (Sideways), regia di Alexander Payne (2004)
- Cinderella Man - Una ragione per lottare (Cinderella Man), regia di Ron Howard (2005)
- The Illusionist - L'illusionista (The Illusionist), regia di Neil Burger (2006)
- Lady in the Water, regia di M. Night Shyamalan (2006)
- Shoot 'Em Up - Spara o muori! (Shoot 'Em Up), regia di Michael Davis (2007)
- Il diario di una tata (The Nanny Diaries), regia di Shari Springer Berman e Robert Pulcini (2007)
- Fred Claus - Un fratello sotto l'albero (Fred Claus), regia di David Dobkin (2007)
- Pretty Bird - La vera storia del Jet Pack! (Pretty Bird), regia di Paul Schneider (2008)
- Cold Souls, regia di Sophie Barthes (2009)
- Duplicity, regia di Tony Gilroy (2009)
- The Last Station, regia di Michael Hoffman (2009)
- La versione di Barney (Barney's Version), regia di Richard J. Lewis (2010)
- Mosse vincenti (Win Win), regia di Thomas McCarthy (2011)
- Ironclad, regia di Jonathan English (2011)
- Una notte da leoni 2 (The Hangover Part II), regia di Todd Phillips (2011)
- Le idi di marzo (The Ides of March), regia di George Clooney (2011)
- John Dies at the End, regia di Don Coscarelli (2012)
- Cosmopolis, regia di David Cronenberg (2012)
- Rock of Ages, regia di Adam Shankman (2012)
- The Congress, regia di Ari Folman (2013)
- 12 anni schiavo (12 Years a Slave), regia di Steve McQueen (2013)
- Parkland, regia di Peter Landesman (2013)
- Romeo and Juliet, regia di Carlo Carlei (2013)
- All Is Bright, regia di Phil Morrison (2013)
- Saving Mr. Banks, regia di John Lee Hancock (2013)
- The Amazing Spider-Man 2 - Il potere di Electro (The Amazing Spider-Man 2), regia di Marc Webb (2014)
- Love & Mercy, regia di Bill Pohlad (2014)
- Madame Bovary, regia di Sophie Barthes (2014)
- San Andreas, regia di Brad Peyton (2015)
- Straight Outta Compton, regia di F. Gary Gray (2015)
- The Phenom, regia di Noah Buschel (2016)
- Morgan, regia di Luke Scott (2016)
- Il ricevitore è la spia (The Catcher Was a Spy), regia di Ben Lewin (2018)
- I Think We're Alone Now, regia di Reed Morano (2018)
- Private Life, regia di Tamara Jenkins (2018)
- Gunpowder Milkshake, regia di Navot Papushado (2021)
- Jungle Cruise, regia di Jaume Collet-Serra (2021)
- A Mouthful of Air, regia di Amy Koppelman (2021)
- The Holdovers - Lezioni di vita (The Holdovers), regia di Alexander Payne (2023)

#### Televisione
- She'll Take Romance, regia di Piers Haggard – film TV (1990)
- Winchell, regia di Paul Mazursky – film TV (1998)
- John Adams, regia di Tom Hooper – miniserie TV (2008)
- 30 Rock – serie TV, 1 episodio (2010)
- Too Big to Fail - Il crollo dei giganti (Too Big to Fail), regia di Curtis Hanson – film TV (2011)
- Downton Abbey – serie TV, episodio 4x09 (2013)
- Billions – serie TV, 84 episodi (2016-2023)
- Lodge 49 – serie TV, 4 episodi (2018-2019)
- 30 Coins - Trenta denari (30 monedas) – serie TV (2020-2024)
- Black Mirror – serie TV, episodio 7x05 (2025)

### Doppiatore
- Robots, regia di Chris Wedge (2005)
- Ant Bully - Una vita da formica, regia di John A. Davis (2006)
- The Haunted World of El Superbeasto, regia di Rob Zombie (2009)
- The Goon, regia di Tim Miller (2011)
- Turbo, regia di David Soren (2013)
- Il piccolo principe (The Little Prince), regia di Mark Osborne (2015)
- Ratchet & Clank, regia di Kevin Munroe (2016)

### Produttore
- Pretty Bird - La vera storia del Jet Pack! (Pretty Bird), regia di Paul Schneider (2008)
- John Dies at the End, regia di Don Coscarelli (2012)
- All Is Bright, regia di Phil Morrison (2013)
- Hoke – film TV, regia di Scott Frank (2014)
- Outsiders – serie TV (2016-2017)
- Lodge 49 – serie TV (2018-2019)

## Riconoscimenti
- Premio Oscar
  - 2006 - Candidatura al miglior attore non protagonista per Cinderella Man - Una ragione per lottare
  - 2024 - Candidatura al miglior attore per The Holdovers - Lezioni di vita
- Golden Globe
  - 2005 - Candidatura al miglior attore in un film commedia o musicale per Sideways - In viaggio con Jack
  - 2006 - Candidatura al miglior attore non protagonista per Cinderella Man - Una ragione per lottare
  - 2009 - Miglior attore in una miniserie o film per la televisione per John Adams
  - 2011 - Miglior attore in un film commedia o musicale per La versione di Barney
  - 2012 - Candidatura al miglior attore non protagonista in una serie per Too Big to Fail - Il crollo dei giganti
  - 2024 - Miglior attore in un film commedia o musicale per The Holdovers - Lezioni di vita
- BAFTA
  - 2024 – Candidatura al miglior attore protagonista per The Holdovers - Lezioni di vita[1]
- Premio Emmy
  - 2008 - Miglior attore in una miniserie o film per la televisione per John Adams
  - 2011 - Candidatura al miglior attore non protagonista in una miniserie o film per la televisione Too Big to Fail - Il crollo dei giganti
  - 2014 - Candidatura al miglior attore guest in una serie drammatica per Downton Abbey
  - 2015 - Candidatura al miglior attore guest in una serie commedia per Inside Amy Schumer
- Critics' Choice Awards
  - 2005 - Candidatura al miglior attore per Sideways - In viaggio con Jack
  - 2005 - Miglior cast corale per Sideways - In viaggio con Jack
  - 2006 - Miglior attore non protagonista per Cinderella Man - Una ragione per lottare
  - 2018 - Candidatura al miglior attore in una serie drammatica per Billions
  - 2018 - Candidatura al miglior attore in una serie drammatica per Billions
  - 2024 - Miglior attore per The Holdovers - Lezioni di vita
- Satellite Award
  - 2004 - Candidatura al miglior attore in un film commedia o musicale per American Splendor
  - 2005 - Candidatura al miglior attore in un film commedia o musicale per Sideways - In viaggio con Jack
  - 2008 - Miglior attore in una miniserie o film per la televisione per John Adams
  - 2024 - Miglior attore in un film commedia o musicale per The Holdovers - Lezioni di vita
- Screen Actors Guild Award
  - 2005 - Candidatura al miglior attore per Sideways - In viaggio con Jack
  - 2005 - Miglior cast per Sideways - In viaggio con Jack
  - 2006 - Miglior attore non protagonista per Cinderella Man - Una ragione per lottare
  - 2009 - Miglior attore in una miniserie o film per la televisione per John Adams
  - 2012 - Miglior attore in una miniserie o film per la televisione per Too Big to Fail - Il crollo dei giganti
  - 2014 - Candidatura al miglior cast per 12 anni schiavo
  - 2016 - Candidatura al miglior cast per Straight Outta Compton
  - 2024 - Candidatura al miglior attore per The Holdovers - Lezioni di vita

## Doppiatori italiani
Nelle versioni in italiano delle opere in cui ha recitato, Paul Giamatti è stato doppiato da:
- Massimo Rossi in Sideways - In viaggio con Jack, Lady in the Water, Shoot 'Em Up - Spara o muori!, Pretty Bird - La vera storia del Jet Pack!, John Adams, The Last Station, La versione di Barney, Mosse vincenti, Ironclad, Una notte da leoni 2, Le idi di marzo, Too Big to Fail - Il crollo dei giganti, Cosmopolis, Rock of Ages, 12 anni schiavo, Saving Mr. Banks, The Amazing Spider-Man 2 - Il potere di Electro, Love & Mercy, San Andreas, Straight Outta Compton, Morgan, Billions, Private Life, Jungle Cruise
- Franco Mannella in Cinderella Man - Una ragione per lottare, Fred Claus - Un fratello sotto l'albero, Duplicity, Black Mirror, The Congress, Il ricevitore è la spia, 30 Coins - Trenta denari, Gunpowder Milkshake, The Holdovers - Lezioni di vita
- Enzo Avolio in Big Mama, Duets, Confidence - La truffa perfetta, Il diario di una tata
- Luca Dal Fabbro in The Truman Show, Man on the Moon
- Sandro Acerbo in Il negoziatore, Il prezzo della libertà
- Nanni Baldini in Homicide
- Marco Mete in Private Parts
- Simone Mori in Il matrimonio del mio migliore amico
- Maurizio Reti in Salvate il soldato Ryan
- Leo Gullotta in Planet of the Apes - Il pianeta delle scimmie
- Oliviero Dinelli in Big Fat Liar
- Pasquale Anselmo in Paycheck
- Roberto Pedicini in The Illusionist - L'illusionista
- Teo Bellia in Downton Abbey
- Massimo Lodolo in Parkland
- Gaetano Varcasia in Romeo and Juliet
- Renato Cecchetto in Madame Bovary

Da doppiatore è sostituito da:
- Franco Mannella in King of the Hill
- Nanni Baldini in Robots
- Massimo Corvo in Ant Bully - Una vita da formica
- Enzo Avolio in Turbo
- Roberto Stocchi in Rick and Morty
- Carlo Reali in Il piccolo principe
- Massimo Rossi in Ratchet & Clank